# Sonia Nowacka
Sonia Nowacka (ur. 22 grudnia 1994) – polska poetka, krytyczka literacka, historyczka literatury, redaktorka, scenarzystka telewizyjna. Doktorantka Kolegium Doktorskiego Wydziału Filologicznego na Uniwersytecie Wrocławskim.
W 2024 roku debiutowała książką zatytułowaną Saros (Wydawnictwo Convivo, 2024) za którą otrzymała Nagrodę Literacką Prezydenta Miasta Białegostoku im. Wiesława Kazaneckiego oraz nominację do Nagrody Literackiej „Nike”.

## Edukacja
Ukończyła Twórcze Pisanie i Edytorstwo oraz Filologię Polską na Uniwersytecie Wrocławskim. W 2019 roku ukończyła studia podyplomowe w PWSFTViT w Łodzi. Jest członkinią Pracowni Współczesnych Form Krytycznych oraz Polskiego Towarzystwa Retorycznego. W 2023 roku otrzymała grant Młody Badacz na pobyt naukowy na University of Cambridge, gdzie prowadziła badania na temat elementów gatunkowych science fiction w polskiej i angielskiej poezji XX i XXI wieku. W 2024 roku wizytowała na Uniwersytecie "La Sapienza" w Rzymie, gdzie w ramach praktyk zajmowała się dydaktyką akademicką.

## Literatura
Od początku 2024 roku jest redaktorką 8. Arkusza w miesięczniku "Odra", skupionego wokół najnowszej polskiej poezji. Szkice oraz recenzje krytycznoliterackie publikowała m.in. Kwartalniku "Kontent", "ArtPapierze" czy "Małym Formacie". Jest autorką artykułów naukowych na temat historii estetyki, krytyki literackiej i polskiej poezji współczesnej oraz współtwórczynią wrocławskich wydarzeń w cyklu Czwartki Ujemne nominowanych do nagrody WARTO w 2020 roku.  